# Aegialia rufa
Aegialia rufa là một loài bọ cánh cứng trong họ Bọ hung (Scarabaeidae).